# Этельрик (король Хвикке)
Этельрик (англ. Æthelric) был королём Хвикке, англосаксонского королевства с территорией, которая позже стала Глостерширом и Вустерширом. Он, возможно, правил совместно со своими братьями Этельхардом, Этельбертом и Этельвердом. Вполне вероятно, что все они были сыновьями Осхера, хотя отцовство Этельхарда и Этельберта не указано в сохранившихся документах.
В 692 году вместе он засвидетельствовал хартию S 75 Этельреда I, короля Мерсии вместе с Этельхардом, Этельбертом и Этельвердом. В 693 году четверо братьев засвидетельствовали хартию S 53, выданную их отцом Осхером.
В 706 году он в хартии S 1174 даровал землю с согласия Кенреда, короля Мерсии. Затем в 736 году, он будучи записан как подкороль, засвидетельствовал хартию S 89 Этельбальда, короля Мерсии. В недатированной хартии S 94 он сам получил дар от Этельбальда.
Его родственник, тэн Осред получил дар в 743 году от короля Этельбальда в хартии S 99.